# Schmorbach
Der Schmorbach ist ein 3,8 Kilometer langer rechtsseitiger Zufluss der Werse im Münsterland. 

## Verlauf
Der Bachlauf entsteht an einem Graben an der Mengelingheide am westlichen Rand des Gebiets von Telgte im Kreis Warendorf, fließt am Haus Milte vorbei und dann in westlichen Richtungen durch die Bauerschaft Kasewinkel im Münsteraner Stadtteil Handorf. Er unterquert die Straße Alter Mühlenweg und mündet zwischen Pleistertimpen und Wersetimpen  in die Werse.